# Oberschaeffolsheim
Pour les articles homonymes, voir Mittelschaeffolsheim et Niederschaeffolsheim.
Oberschaeffolsheim [obəʁʃɛfɔlsaɪm] est une commune française, située dans la circonscription administrative du Bas-Rhin et, depuis le 1er janvier 2021, dans le territoire de la Collectivité européenne d'Alsace, en région Grand Est.
Cette commune se trouve dans la région historique et culturelle d'Alsace.

## Géographie
Cette commune est membre de Strasbourg Eurométropole.
| Stutzheim-Offenheim Ittenheim | Dingsheim         | Oberhausbergen |
| Achenheim                     | Oberschæffolsheim | Wolfisheim     |
|                               | Holtzheim         |                |

### Climat
Pour des articles plus généraux, voir Climat du Grand Est et Climat du Bas-Rhin.
En 2010, le climat de la commune est de type climat des marges montargnardes, selon une étude du Centre national de la recherche scientifique s'appuyant sur une série de données couvrant la période 1971-2000. En 2020, Météo-France publie une typologie des climats de la France métropolitaine dans laquelle la commune est exposée à un climat semi-continental et est dans la région climatique  Alsace, caractérisée par une pluviométrie faible, particulièrement en automne et en hiver, un été chaud et bien ensoleillé, une humidité de l’air basse au printemps et en été, des vents faibles et des brouillards fréquents en automne (25 à 30 jours). 
Pour la période 1971-2000, la température annuelle moyenne est de 10,7 °C, avec une amplitude thermique annuelle de 18 °C. Le cumul annuel moyen de précipitations est de 647 mm, avec 8,4 jours de précipitations en janvier et 10,5 jours en juillet. Pour la période 1991-2020, la température moyenne annuelle observée sur la station météorologique de Météo-France la plus proche, « Strasbourg-Entzheim », sur la commune d'Entzheim à 6 km à vol d'oiseau, est de 11,4 °C et le cumul annuel moyen de précipitations est de 635,7 mm. 
La température maximale relevée sur cette station est de 38,9 °C, atteinte le 25 juillet 2019 ; la température minimale est de −23,6 °C, atteinte le 23 janvier 1942,,. 
Les paramètres climatiques de la commune ont été estimés pour le milieu du siècle (2041-2070) selon différents scénarios d'émission de gaz à effet de serre à partir des nouvelles projections climatiques de référence DRIAS-2020. Ils sont consultables sur un site dédié publié par Météo-France en novembre 2022.

## Urbanisme

### Typologie
Au 1er janvier 2024, Oberschaeffolsheim est catégorisée ceinture urbaine, selon la nouvelle grille communale de densité à sept niveaux définie par l'Insee en 2022.
Elle appartient à l'unité urbaine de Strasbourg (partie française), une agglomération internationale regroupant 23  communes, dont elle est une commune de la banlieue,,. Par ailleurs la commune fait partie de l'aire d'attraction de Strasbourg (partie française), dont elle est une commune de la couronne,. Cette aire, qui regroupe 268 communes, est catégorisée dans les aires de 700 000 habitants ou plus (hors Paris),.

### Occupation des sols

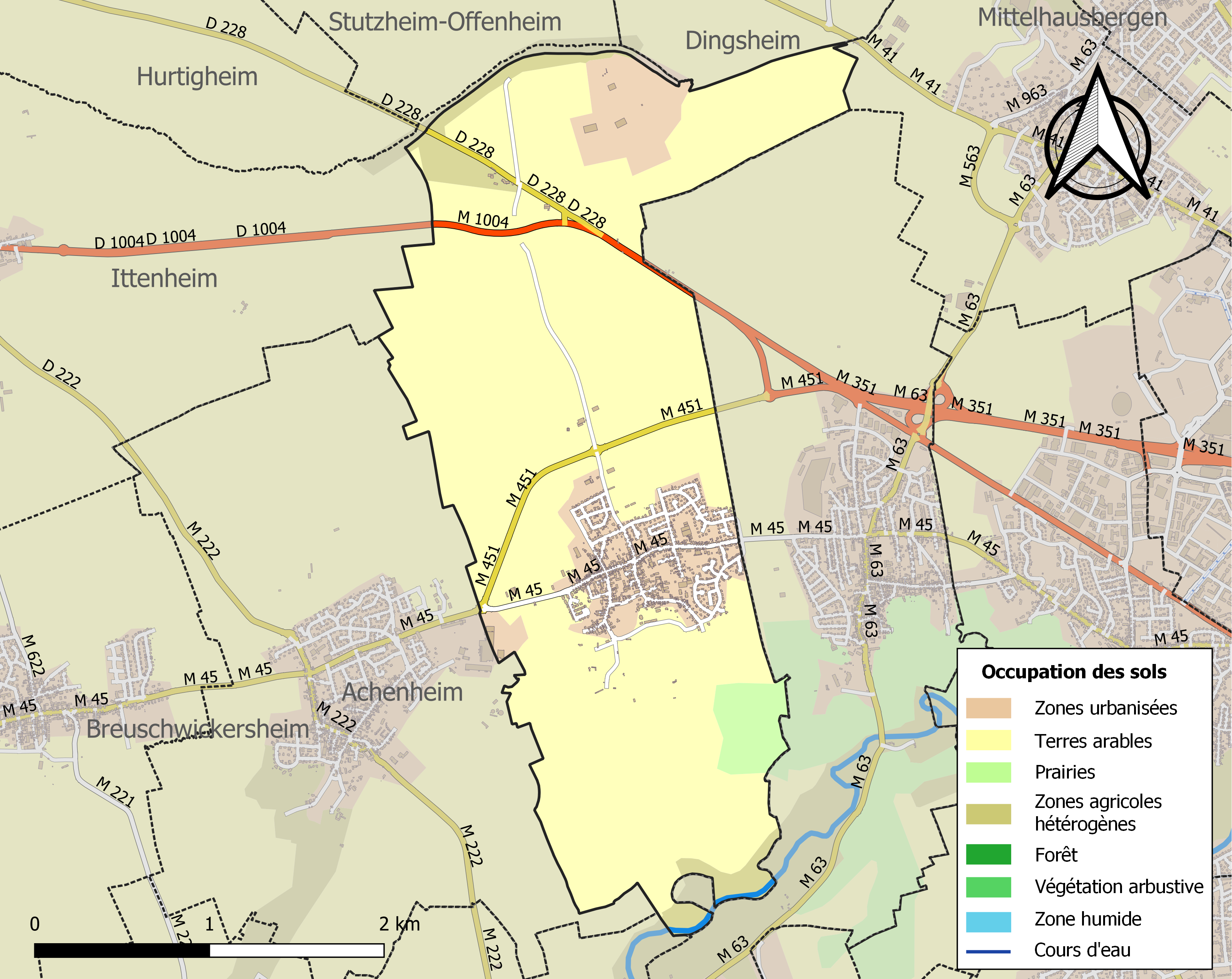
Carte des infrastructures et de l'occupation des sols de la commune en 2018 (CLC).

L'occupation des sols de la commune, telle qu'elle ressort de la base de données européenne d’occupation biophysique des sols Corine Land Cover (CLC), est marquée par l'importance des territoires agricoles (86,6 % en 2018), en diminution par rapport à 1990 (90,9 %). La répartition détaillée en 2018 est la suivante : 
terres arables (80,5 %), zones urbanisées (9,5 %), mines, décharges et chantiers (4 %), zones agricoles hétérogènes (3,5 %), prairies (2,6 %).
L'IGN met par ailleurs à disposition un outil en ligne permettant de comparer l’évolution dans le temps de l’occupation des sols de la commune (ou de territoires à des échelles différentes). Plusieurs époques sont accessibles sous forme de cartes ou photos aériennes : la carte de Cassini (XVIIIe siècle), la carte d'état-major (1820-1866) et la période actuelle (1950 à aujourd'hui).

## Histoire
L’Histoire d'Oberschaeffolsheim est plus que millénaire[réf. souhaitée].

### Époque romaine
Oberschaeffolsheim se situe sur une ancienne route celte qui allait de Strasbourg à Dahlenheim.
En août 357, l'empereur romain Julien décide de livrer bataille avec ses 13 000 hommes contre les 35 000 Alamans menés par leur roi Chnodomar (Chnodomarius) et son neveu Agenarich (Serapion) ainsi que par plusieurs autres nobles Alamans tels que Hortar (Hortaire), Suomar, Ur (Urius), Ursicin (Ursicien), Vestralp qui revendiquent la rive gauche du Rhin. L'affrontement se déroulera dans le quadrilatère Stutzheim, Mittelhausbergen, Wolfisheim et Ittenheim dont fait partie le territoire actuel d'Oberschaeffolsheim. Les Alamans engagent le combat, bousculent dans un premier temps les cavaliers romains mais ils se heurtent à la Primari et aux Batavi qui les renversent et les obligent à fuir. La déroute des Alamans sera complète laissant plus de 6 000 morts sur le champ de bataille. 
Le roi Chnodomar sera fait prisonnier et cette victoire romaine assurera la paix dans la région pour des dizaines d'années.

### Moyen Âge
De probable fondation franque, Oberschaeffolsheim fait partie des domaines de la seigneurie de la Basse-Alsace.

décembre 1281, lors de la guerre de l’évêque Walther von Geroldseck avec la ville de Strasbourg, le village d'Oberschaeffolsheim fut incendiée par la milice strasbourgeoise.
En 1320, les deux cousins devenus ennemis, Frédéric le Bel et  Louis de Bavière, campent avec leurs troupes de part et d’autre de la Bruche à proximité du village. Mais à la veille de l'affrontement, Louis de Bavière prend la fuite.
En 1321, le chevalier Gauthier de Scheffolsheim déclare les hostilités à la ville de Strasbourg. La paix sera finalement conclue le 13 août 1322.
Au cours de la guerre de Cent Ans qui opposera de 1337 à 1453 la dynastie des Plantagenêts à celle des Valois, les Routiers au service de Charles IV du Saint-Empire en marche vers l'Autriche pour y combattre les Turcs pillèrent et brûlèrent les villages devant Strasbourg en 1365. Ce sont dit-on des mercenaires anglais qui, en octobre 1365, traversèrent Oberschaeffolsheim venant de Lampertheim et se rendant à Wangen.
Quelques années plus tard ce fut au tour des Écorcheurs, ou « d'Schender », de mettre à sac la région. En 1444, le futur roi Louis XI a été chargé par son père Charles VII de mener hors du royaume les bandes de mercenaires sans solde qui vivaient de rapines. Le Dauphin conduit alors environ 40 000 écorcheurs du duché de Lorraine jusqu'en Suisse pour prêter main-forte à Sigismond d'Autriche dans sa lutte contre les Confédérés helvétiques. Oberschaeffolsheim se trouvant sur leur chemin, le village n'échappe pas aux exactions de ces « pauvres gueux » ou « die armen Gecken ».
Le 8 juillet 1471 le village d'Oberschaeffolsheim est acheté par Valentin Wurmser à Jacques de Hohenstein et à ses deux sœurs. En 1474 Valentin Wurmser lègue le village (et son château) à l'évêque de Strasbourg qui le lui confie en retour sous forme de fief. Les Wurmser prendront le nom de Wurmser de Schaeffolsheim à la fin du XVIe siècle.

### Réforme protestante
Au point de vue religieux, la paroisse catholique d'Oberschaeffolsheim a poursuivi son développement depuis le Haut Moyen-Âge. En 1444, elle fait partie du chapitre Saint-Laurent de Strasbourg et comprend un rectorat et un plébanat. Au début du XVIe siècle, Oberschaeffolsheim rejoint le chapitre de Molsheim.
La Réforme protestante est introduite à Oberschaeffolsheim par la famille Wurmser qui la choisit. Les luttes qui s'ensuivirent entre catholiques et protestants furent désastreuses pour le village. En effet, au cours de la guerre des Évêques de 1592, 500 soldats de Jean-Georges de Brandebourg, administrateur laïc et luthérien de l'évêché de Strasbourg, s'y affrontèrent aux 1 600 soldats de Charles de Lorraine, évêque catholique de Metz. Le village fut réduit en cendres ainsi que le château.
En mars 1604, les troupes brandebourgeoises occupèrent à nouveau le village d'Oberschaeffolsheim mais deux jours plus tard les troupes de l'évêque de Metz les en chassèrent. Une centaine de soldats brandebourgeois périrent dans l'affrontement et le village fut à nouveau la proie des flammes.
En février 1618, Georges Wurmser de Schaeffolsheim décide de revenir à la foi catholique et impose de fait sa religion à ses sujets en application du principe Cujus regio, ejus religio. Le pasteur Clément Brecht est alors congédié d'Oberschaeffolsheim vers Oberhausbergen où il a trouvé un nouveau ministère.

### Guerre de Trente Ans (1618-1648)
1618 marque le début de la terrible guerre de Trente Ans qui allait ravager l'Alsace et n'épargna pas Oberschaeffolsheim. Ainsi de 1632 à 1635, aucun acte ne fut inscrit dans le registre paroissial.
Du 11 au 17 juillet 1638, Johann von Götz prend ses quartiers au château d'Oberschaeffolsheim. Le 23 octobre 1639 c'est au tour d'Henri II d'Orléans-Longueville qui mène campagne en Alsace de stationner dans le château.

### Guerre de Hollande (1672-1678)
La guerre de Hollande voit s'établir un front de la Hollande jusqu'en Alsace à partir de 1674 mais dès 1672 les Français chercheront à y empêcher la jonction entre les Allemands et les Hollandais.
En juillet 1673, ce sont les troupes du Grand Condé qui s'installent au château d'Oberschaeffolsheim mais ils furent attaqués avec succès par les hommes du comte de Montecuccoli, généralissime des troupes impériales. Trente soldats du Grand Condé furent tués et trente autres furent faits prisonniers.
En juillet 1678, l'armée du maréchal de Créqui quitte Oberschaeffolsheim pour Hœnheim.
En 1679, le château plusieurs fois reconstruit est définitivement démantelé par les Français.

### Révolution
À la veille de la Révolution, l'hiver 1788-1789 fut particulièrement difficile provoquant une disette dans la région.
Le décret du 2 novembre 1789 pour la confiscation et de vente des biens de l'église fut mal accueilli par les villageois d'Oberschaeffolsheim. Si bien que la vente des nombreux biens ne débuta qu'en octobre 1791, s'acheva en 1792 et peu de villageois y prirent part ce qui irrita les révolutionnaires contre les élus locaux.
La proclamation de la constitution civile du clergé en 1790 fut un deuxième motif de mécontentement pour les paroissiens, en particulier lorsque leur curé, Johann Baptist Meyer, qui officiait à Oberschaeffolsheim depuis 1767 dut prendre le chemin de l'exil.

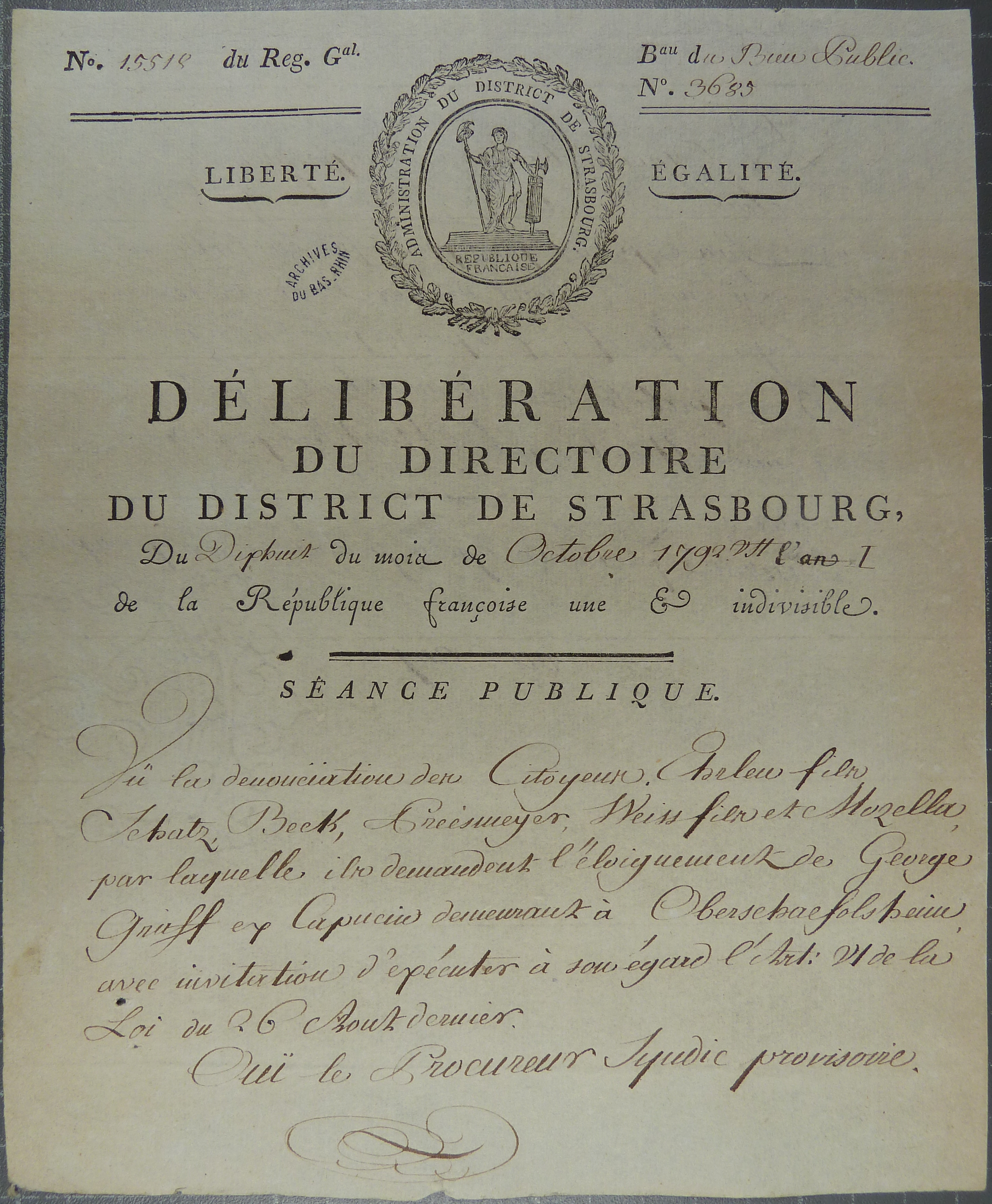
Délibération du directoire du district de Strasbourg du 18 octobre 1792 autour des dénonciations qui demandent l'éloignement de George Graff, ex-capucin (l'ordre mineur des Capucins avait été aboli en 1790) de la commune d'Oberschaeffolsheim.
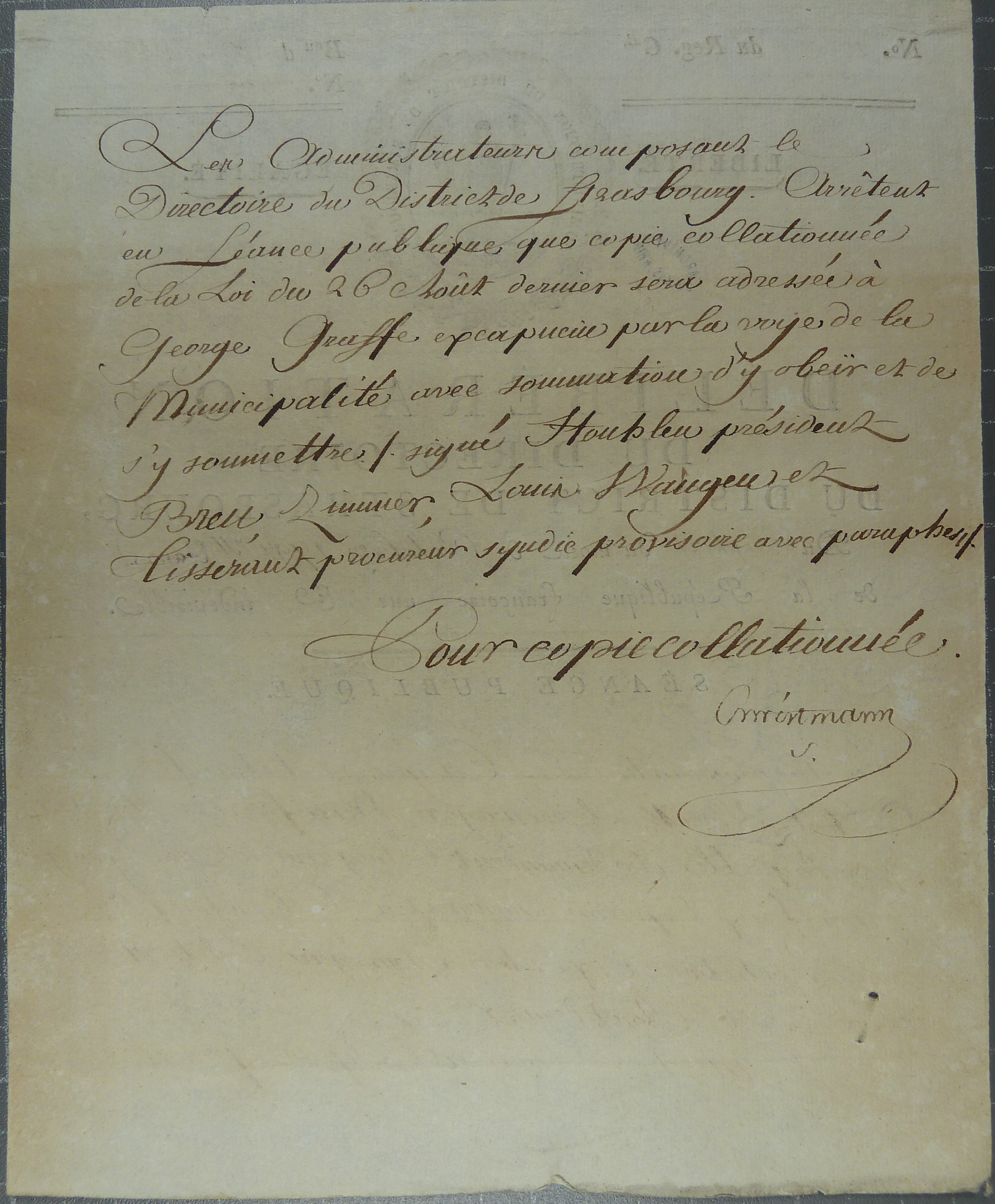
Suite de la délibération du directoire du district de Strasbourg du 18 octobre 1792 sommant George Graff de se soumettre à la décision d'éloignement d'Oberschaeffolsheim (en application de la loi du 26 août 1792 selon laquelle les prêtres réfractaires devaient « sortir du royaume sous le délai de quinze jours »).
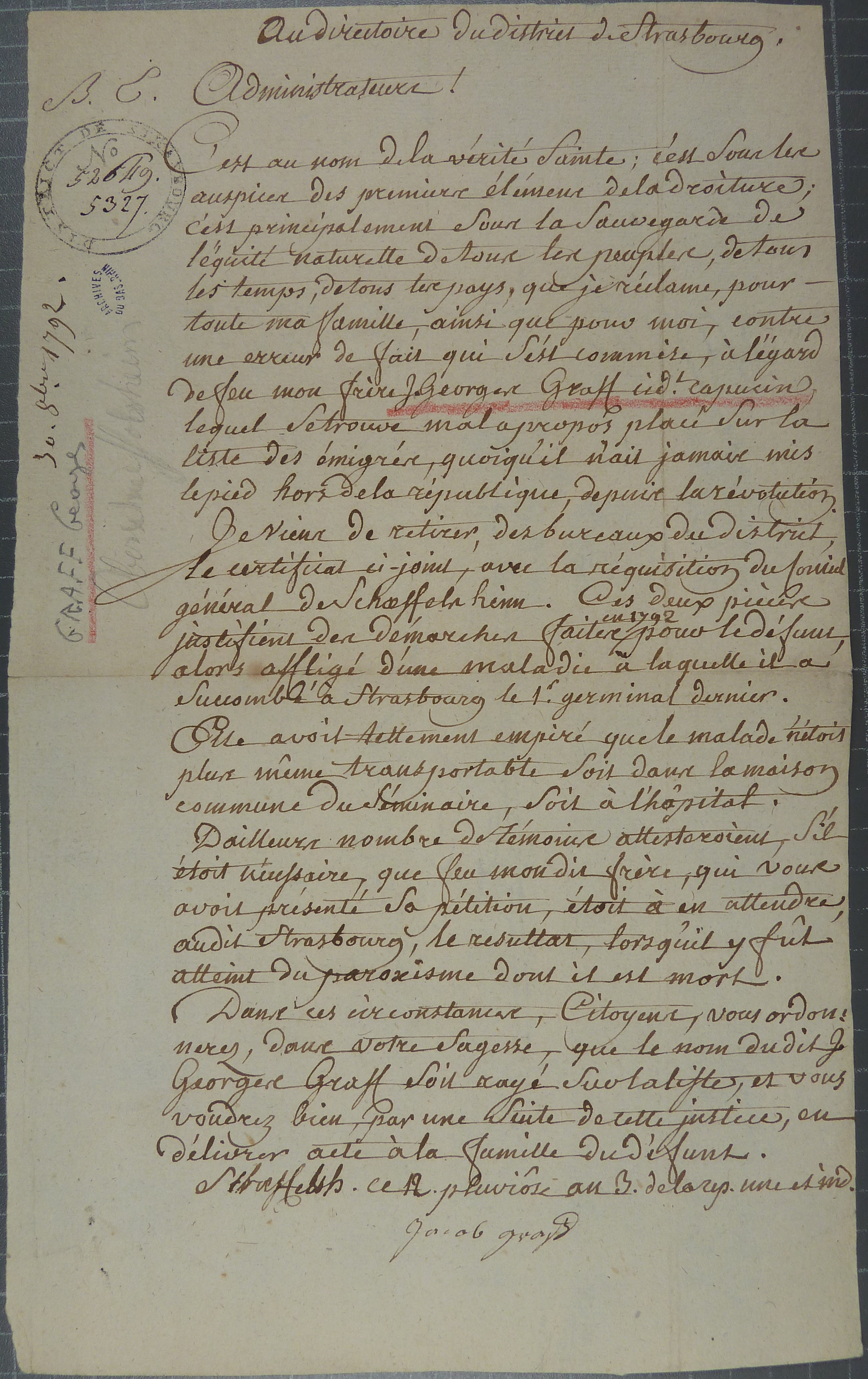
Lettre du 30 octobre 1792 de Jacob Graff demandant de rayer son frère George Graff, ex-capucin, de la liste des émigrés, celui-ci étant décédé le 1er germinal (la loi du 23 octobre 1792 proclamait le bannissement à perpétuité des émigrés et condamnait à mort ceux qui rentreraient)[36].

La République se radicalise, la Terreur s'installe et les 7 et 9 brumaire de l'an II (28 et 30 octobre 1793) le Comité de Salut Public du Bas-Rhin ordonne l'arrestation de tous les anciens nobles, leurs serviteurs, les maires et les plus riches aristocrates du département. Ceux-ci devaient payer une taxe sous huit jours sinon ils étaient considérés comme émigrants et leurs biens confisqués. Pour les riches citoyens d'Oberschaeffolsheim la taxe demandée fut de 200 000 livres ce qui ruina les familles.
À la demande du commissaire du canton Clauer, sept notables d'Oberschaeffolsheim qui ont été dénoncés devaient être conduits par le commissaire Welker à la prison du séminaire à Strasbourg.
Parmi ces citoyens, cinq comparurent devant le Tribunal révolutionnaire et son accusateur public Euloge Schneider le 4 frimaire (24 novembre 1793) : l'ancien maire Anton Lienhardt âgé de 52 ans, Lorenz Wolbert âgé de 40 ans, Lorenz Schindler âgé de 60 ans, Xavier Sattler âgé de 36 ans et Georg Golapp, âgé de 66 ans furent déclarés coupables de propos contre-révolutionnaires, ont torturé les patriotes, entretenu le fanatisme, caché des prêtres réfractaires et se sont réjouis des défaites de l'Armée du Rhin et de l'approche de l'ennemi. Anton Lienhardt, Lorenz Wolbert, Lorentz Schindler et Xavier Sattler furent condamnés à mort et guillotinés le même jour sur la place Kléber à Strasbourg. Leurs corps furent enterrés dans le cimetière Saint-Gall de Koenigshoffen. Georg Golapp fut lui déporté et les biens des condamnés furent confisqués.

### XIXesiècle
Durant les années troubles qui suivirent la Révolution, et jusqu’à la chute de Napoléon Ier, Oberschaeffolsheim, comme toutes les communes d’Alsace, dut faire face à de nombreuses contraintes de réquisitions pour l’armée (fourniture de bêtes de trait, de bois, de main-d’œuvre humaine pour les travaux de fortifications, ravitaillement et cantonnement des soldats, les épizooties, invasion des armées russes et allemandes qui maltraitaient la population, etc.) pour finir complètement appauvri.
Ce n’est qu’avec l’avènement de Napoléon III (1852-1870) que la population put enfin s’ouvrir lentement au progrès agricole et communal.
La population du village d'Oberschaeffolsheim reste stable autour de 1 000 habitants tout au long du XIXe siècle. 
Le recensement de 1861 (985 habitants) montre la répartition suivante :
- 840 catholiques
- 12 protestants
- 133 israélites.
et que
- 495 vivent de l'agriculture
- 363 vivent de l'industrie
- 103 vivent du commerce
- 22 vivent de professions libérales
- 2 appartiennent au clergé.
À la suite de la défaite de 1870, comme pour toute l'Alsace, le village rejoint l'Empire allemand.

### Ses morts

#### Guerre 1914-1918

##### 1914
- Joseph LOTZ
- Alphonse SCHOTT

##### 1915
- Michel BEBON
- Ernest ESCHERICH
- Ernest REIFFSTECK
- Victor WOLFF
- Ernest WENCKER

##### 1916
- Alphonse THOMEN
- Albert GRAFF

##### 1917
- Albert MEHN
- Joseph BERNHARD
- Eugène HUGEL

##### 1918
- Eugène WILHELM
- Joseph BERNHARD
- Albert ERB
- Jacques LORENTS
- Charles CLAUSS
- Albert UEBRICH

#### Guerre 1939-1945

##### 1939
Jules MEYER

##### 1940
Ernest BOOS

##### 1941
- Albert HECKER

##### 1943
- Alphonse HECKER
- Antoine HECKER
- Emile HOCHER
- Ernest SCHROETTER
- Marcel MEY

##### 1944
- Charles KOEBEL
- Ernest WALTER
- Ernest OCHS
- Ernest SCHOTT
- Ernest OTT
- Marcel GAENZLER
- Charles SCHOETTEL
- Joseph HEITZ
- Charles MICHEL
- Alphonse LIENHARD

##### 1945
- Albert LOTZ
- Gabriel DIETRICH
- Eric HORNING
- Joseph DIETMEYER
- Frédéric MUNCH
- René RIEFFEL
- Louis MEHN
- Lucien SCHOLL
- Lucien BERNHARD

##### Disparus
- Martin DECKER
- Alphonse ESCHRICH
- Antoine FRITSCH
- Albert HECKER
- Alphonse KLEIN
- Paul LIENHARD
- Alphonse SCHOTT
- Charles SUHR

##### Morts en déportation
- Paul GANTER
- Caroline LEVY née BOMPET
- Salomon LEVY
- Isidore LEVY

##### Victimes civiles
- Alphonsine MEY
- Arsène NOTH
- Lucie SCHOETTEL
- Raymond ZIMMERLE

#### Guerre d'Algérie
- Marcel GANGLOFF

### Héraldique
| Blason de Oberschaeffolsheim | Blason  | Écartelé : au premier et au quatrième parti de sable et d'or aux deux proboscides adossés de l'un en l'autre, au deuxième et au troisième de gueules au renard rampant d'argent ; sur le tout d'or à l'aigle de sable. |
| Blason de Oberschaeffolsheim | Détails | Le premier blason d'Oberschaeffolsheim était un écu comprenant trois barres jaunes et bleues alternées horizontalement. Sur le heaume au sommet de l'écu se situait une femme vêtue de pourpre et portant les cheveux tressés ; elle levait les bras colorés en jaune et bleu mais dépourvus de mains. Le cimier était également jaune et bleu. Le second blason représentait sur fond bleu la silhouette de saint Ulrich, patron de la paroisse. Deux croix grecques figuraient sur la gauche du blason. Le blason actuel reprend les armoiries des barons d'Elsenheim, anciens seigneurs d'Oberschaeffolsheim. |

## Toponymie
Schafelse en alsacien ;
Oberschäffolsheim en allemand.
Le nom de la commune a évolué au cours des siècles : Scaftolsfeshaim en 788, Scephelingshaim en 961, Scaphtolsheim en 1148, Scaptolsheim en 1178, Scefelsheim en 1210, Schaftolczheim en 1357, Scheffolsheim en 1402. La commune d'Oberschaeffolsheim conservera longtemps le nom de Schaffoltzheim avant de prendre son nom actuel.
L'évolution du nom permet d'écarter un rapprochement simpliste entre la racine Schaeff et le mot Schaf (mouton). En effet, les racines Scap, Scaph, Scof et Scef présentes dans le nom du lieu au Moyen Âge proviennent probablement du latin Scaphium qui signifie coupe, cuvette. Cette origine se confirme par l'analyse topographique comparant l'altitude d'Oberschaeffolsheim (150 m) aux sites environnants (Achenheim 155 m, Breuschwickersheim 160 m, Hangenbieten 175 m, Ittenheim 180 m, Ernolsheim-sur-Bruche 180 m, Kolbsheim 190 m).
Comme pour de nombreux lieux-dits, le suffixe Holtzheim évoque la présence de bois, de taillis.
Oberschaeffolsheim signifierait donc cuvette boisée.
Cette interprétation s'applique également aux autres cuvettes boisées que formaient Mittelschaeffolsheim et Niederschaeffolsheim. Concernant le préfixe Ober on observe que par rapport au Rhin, Oberschaffolsheim est en amont de Niederschaeffolsheim et que Mittelschaeffolsheim se situe entre les deux.

## Démographie
L'évolution du nombre d'habitants est connue à travers les recensements de la population effectués dans la commune depuis 1793. Pour les communes de moins de 10 000 habitants, une enquête de recensement portant sur toute la population est réalisée tous les cinq ans, les populations de référence des années intermédiaires étant quant à elles estimées par interpolation ou extrapolation. Pour la commune, le premier recensement exhaustif entrant dans le cadre du nouveau dispositif a été réalisé en 2004.

En 2022, la commune comptait 2 578 habitants, en évolution de +11,46 % par rapport à 2016 (Bas-Rhin : +3,17 %, France hors Mayotte : +2,11 %).
| 1793 | 1800 | 1806 | 1821 | 1831  | 1836  | 1841 | 1846 | 1851  |
| ---- | ---- | ---- | ---- | ----- | ----- | ---- | ---- | ----- |
| 727  | 757  | 753  | 964  | 1 003 | 1 005 | 961  | 942  | 1 016 |

| 1856 | 1861 | 1866  | 1871  | 1875 | 1880 | 1885  | 1890  | 1895 |
| ---- | ---- | ----- | ----- | ---- | ---- | ----- | ----- | ---- |
| 981  | 985  | 1 009 | 1 018 | 998  | 999  | 1 017 | 1 009 | 980  |

| 1900 | 1905  | 1910  | 1921  | 1926  | 1931  | 1936  | 1946  | 1954  |
| ---- | ----- | ----- | ----- | ----- | ----- | ----- | ----- | ----- |
| 999  | 1 057 | 1 124 | 1 075 | 1 145 | 1 183 | 1 202 | 1 196 | 1 139 |

| 1962  | 1968  | 1975  | 1982  | 1990  | 1999  | 2004  | 2006  | 2009  |
| ----- | ----- | ----- | ----- | ----- | ----- | ----- | ----- | ----- |
| 1 129 | 1 125 | 1 047 | 1 700 | 2 037 | 2 088 | 2 052 | 2 137 | 2 123 |

| 2014  | 2019  | 2022  | - | - | - | - | - | - |
| ----- | ----- | ----- | - | - | - | - | - | - |
| 2 288 | 2 279 | 2 578 | - | - | - | - | - | - |

population provisoire pour 2004 : 2 052
.

## Économie
La commune héberge le siège de l'entreprise Lingenheld Environnement, qui gère un méthaniseur produisant du biométhane à partir de déchets des industries, des collectivités et des agriculteurs des environs.

## Lieux et monuments

### Église Saint-Ulrich

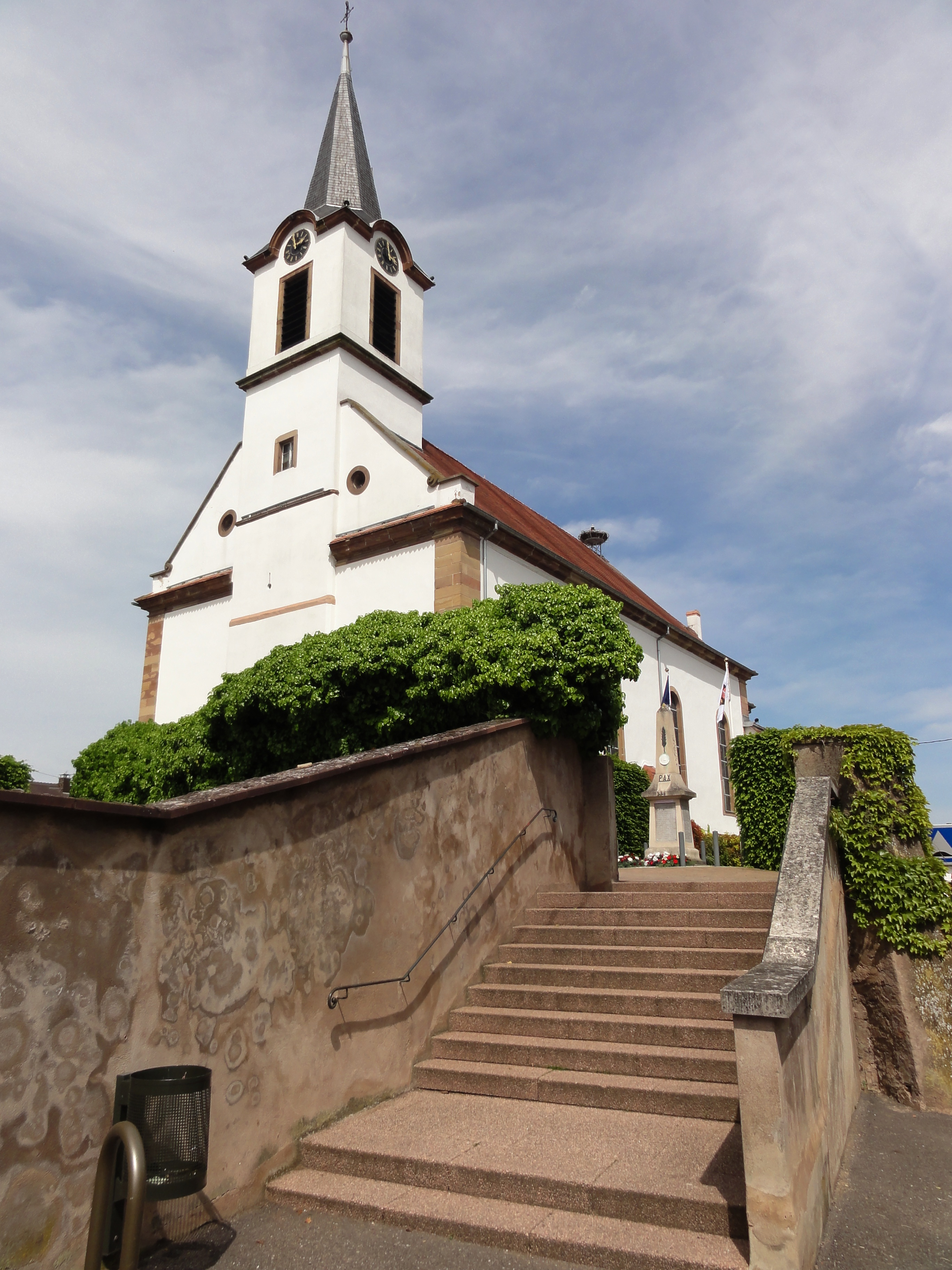
Église Saint-Ulrich.
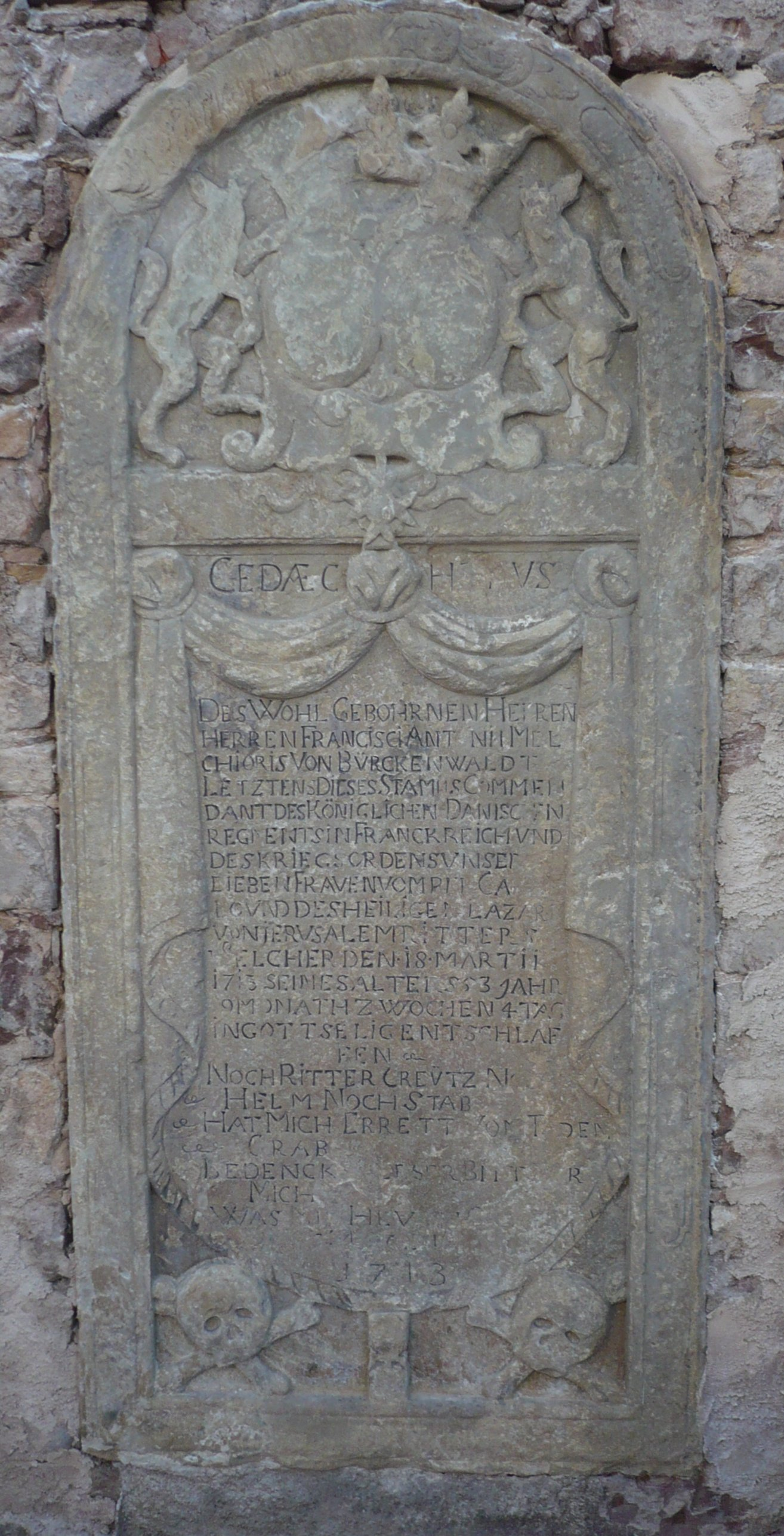
Monument funéraire de Jean-François Melchior (1713) (inscrit aux monuments historiques le 21/04/1934).
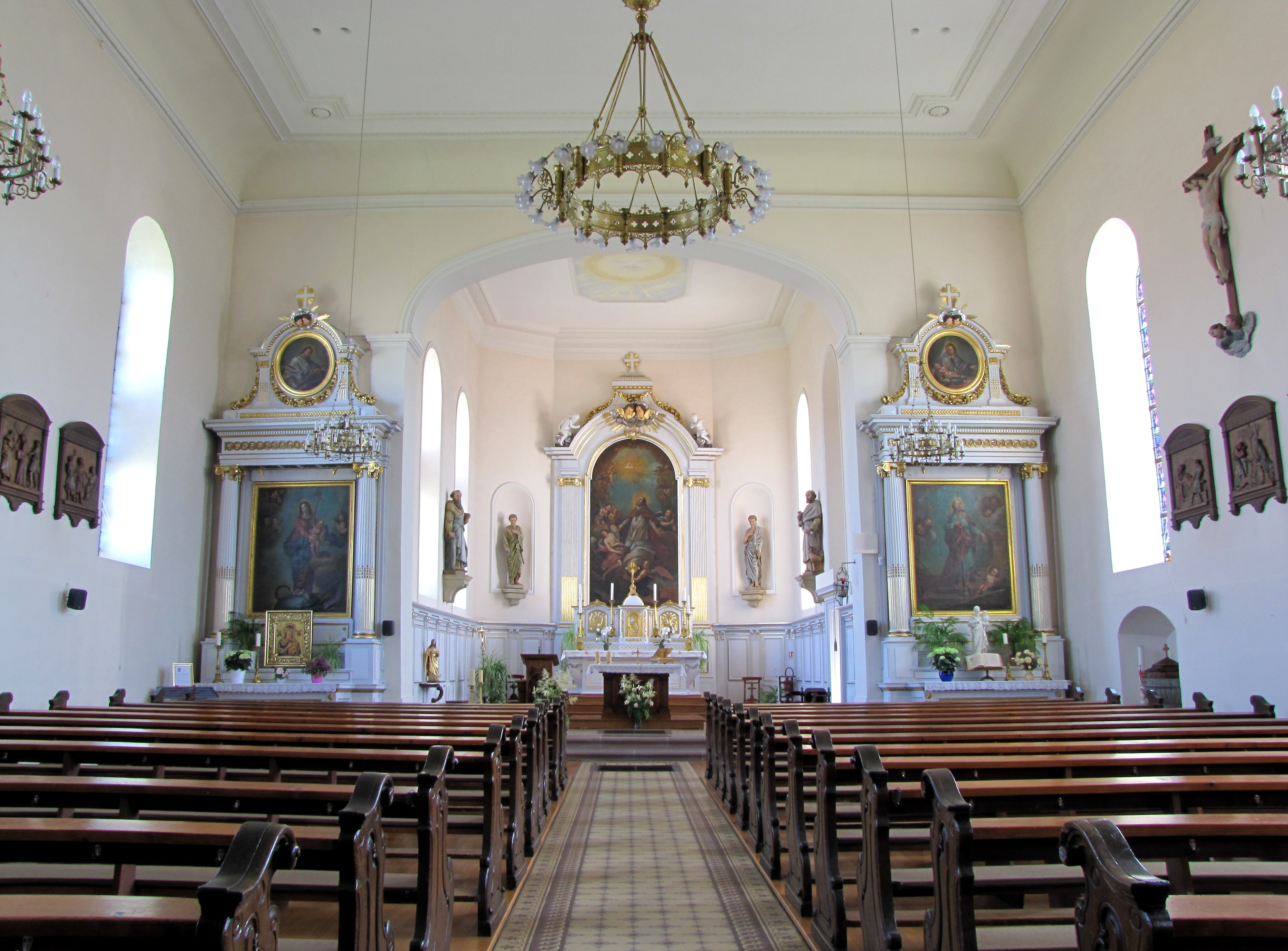
Vue intérieure de la nef vers le chœur.
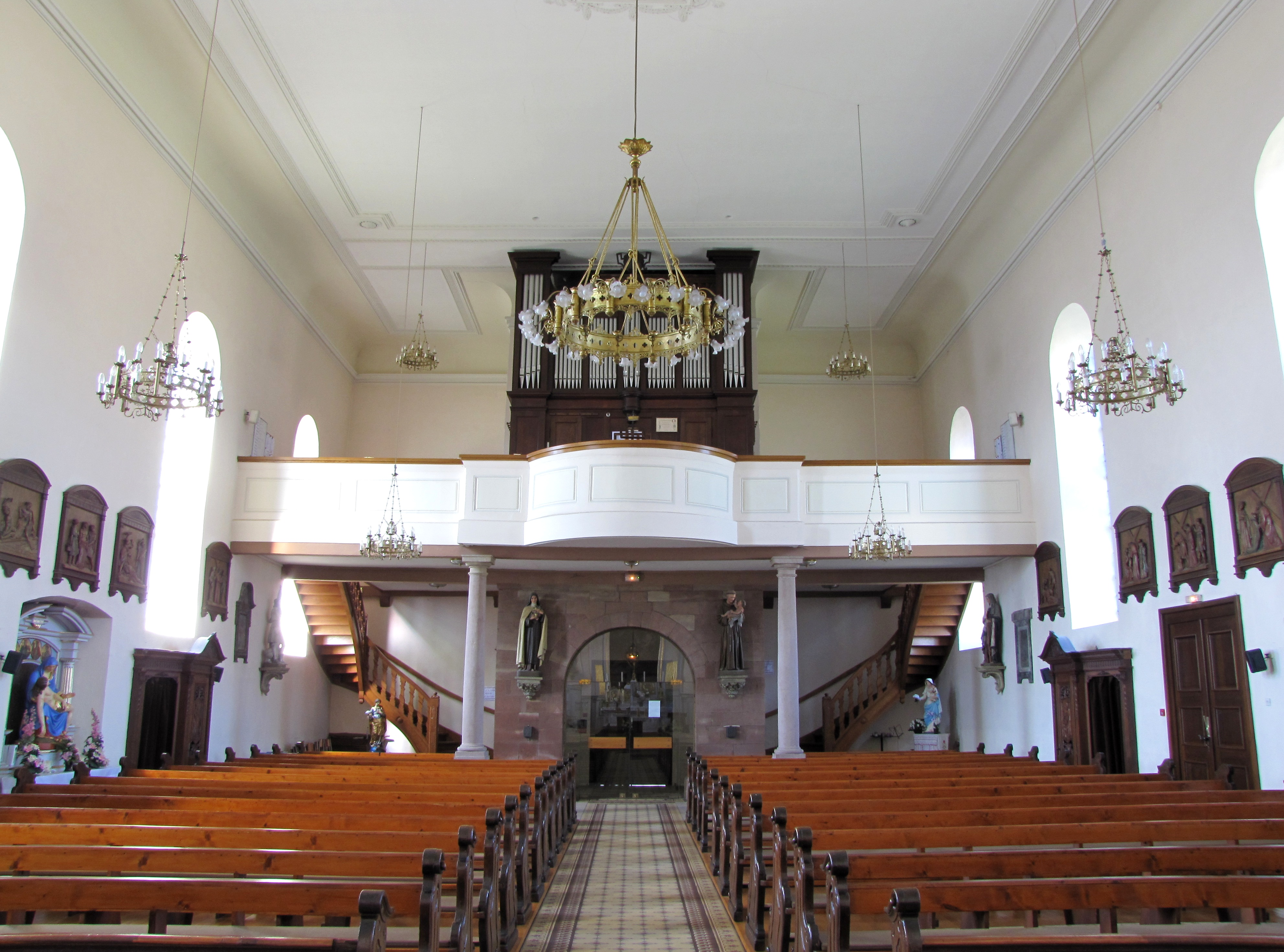
Vue intérieure de la nef vers la tribune de l'orgue Geib-Rinckenbach (1826-1907).
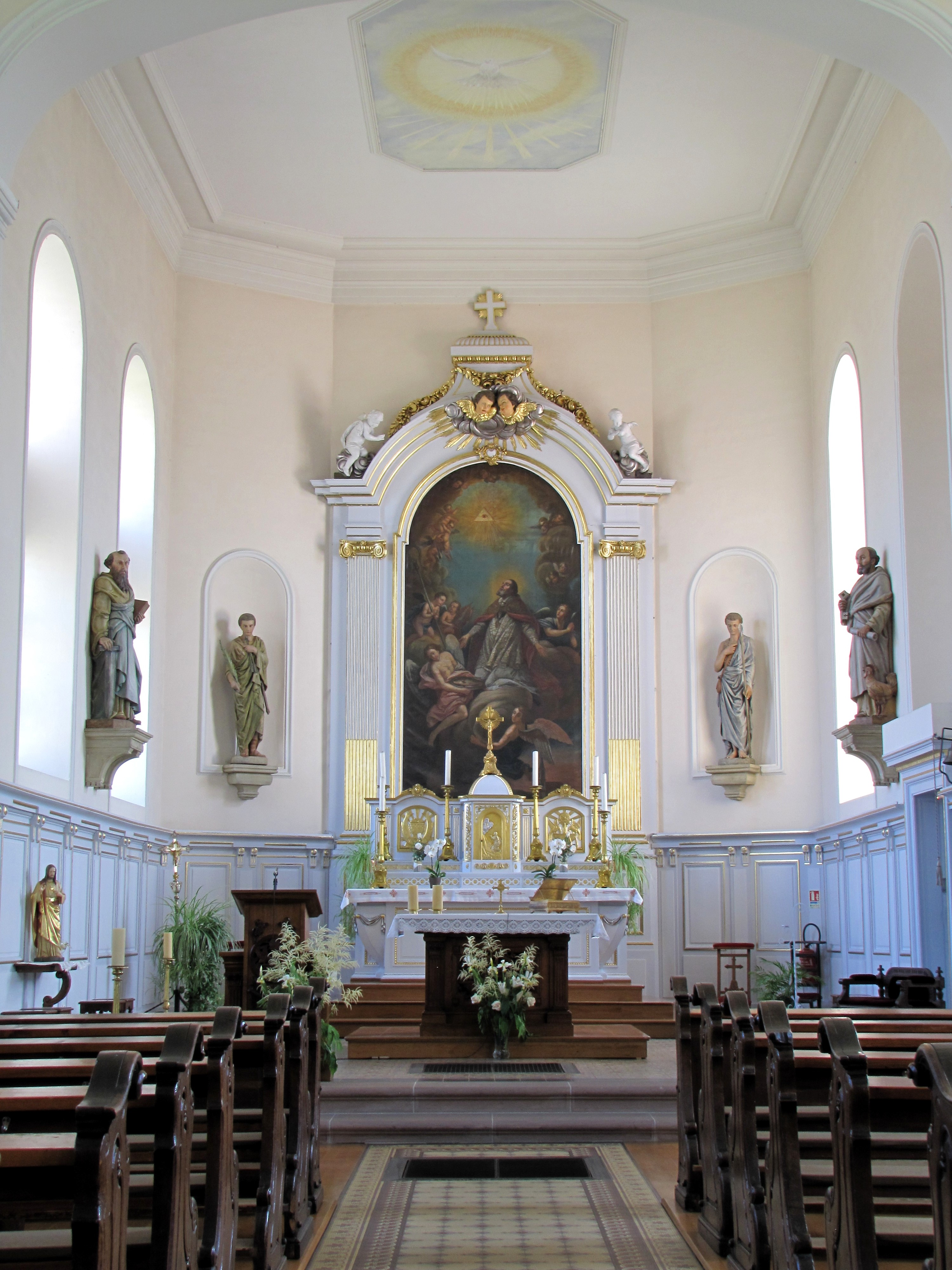
Maître-autel (1783).
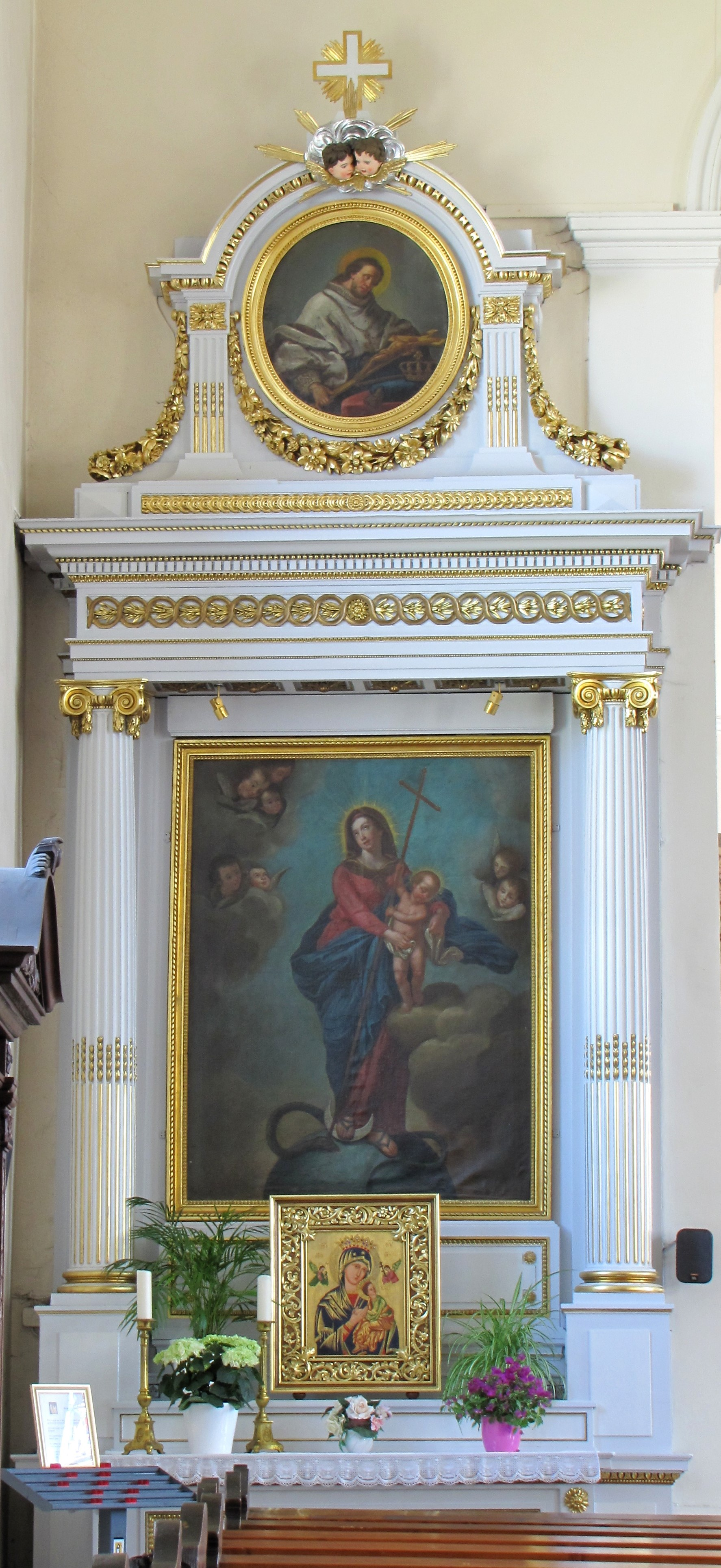
Autel secondaire de la Vierge (1783).
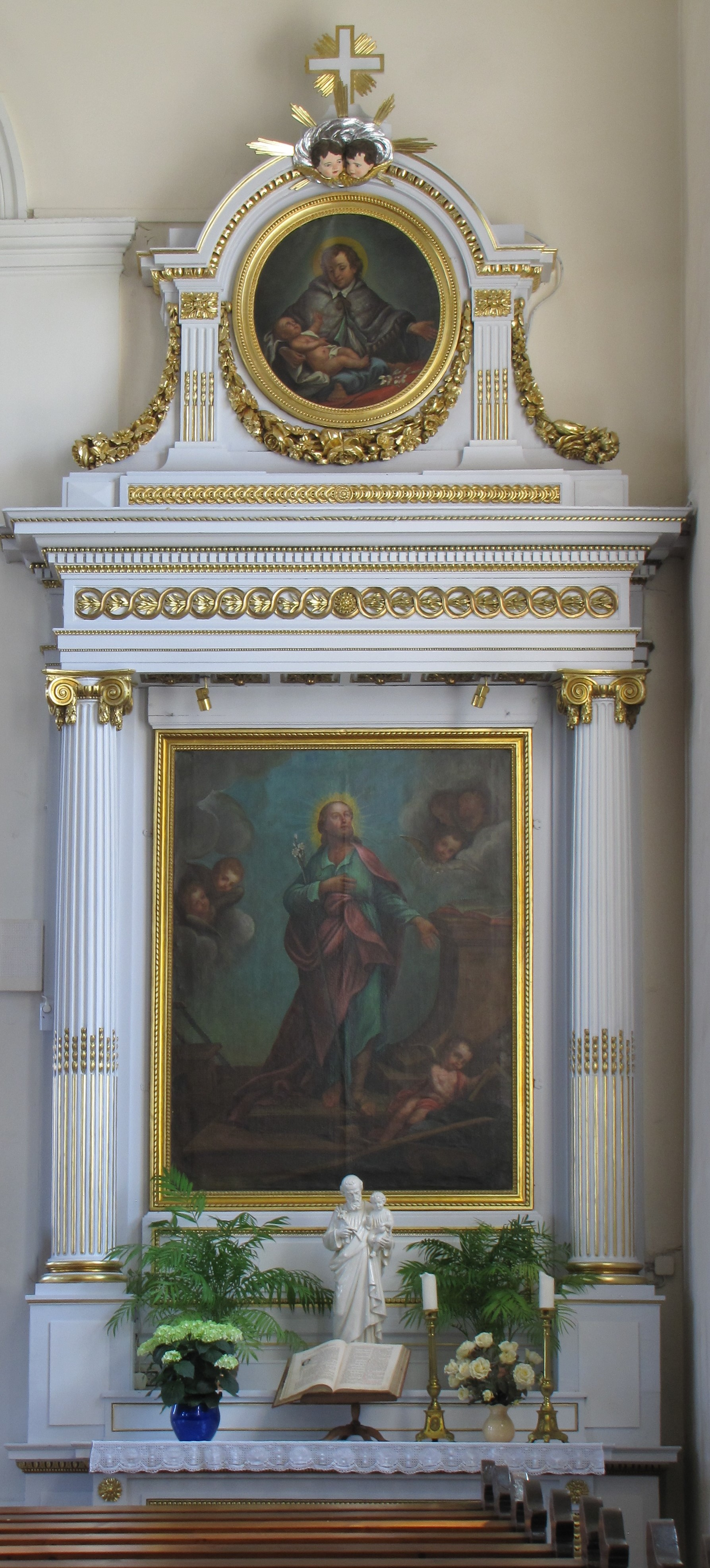
Autel secondaire de saint Joseph (1783).

### Chapelle Notre-Dame

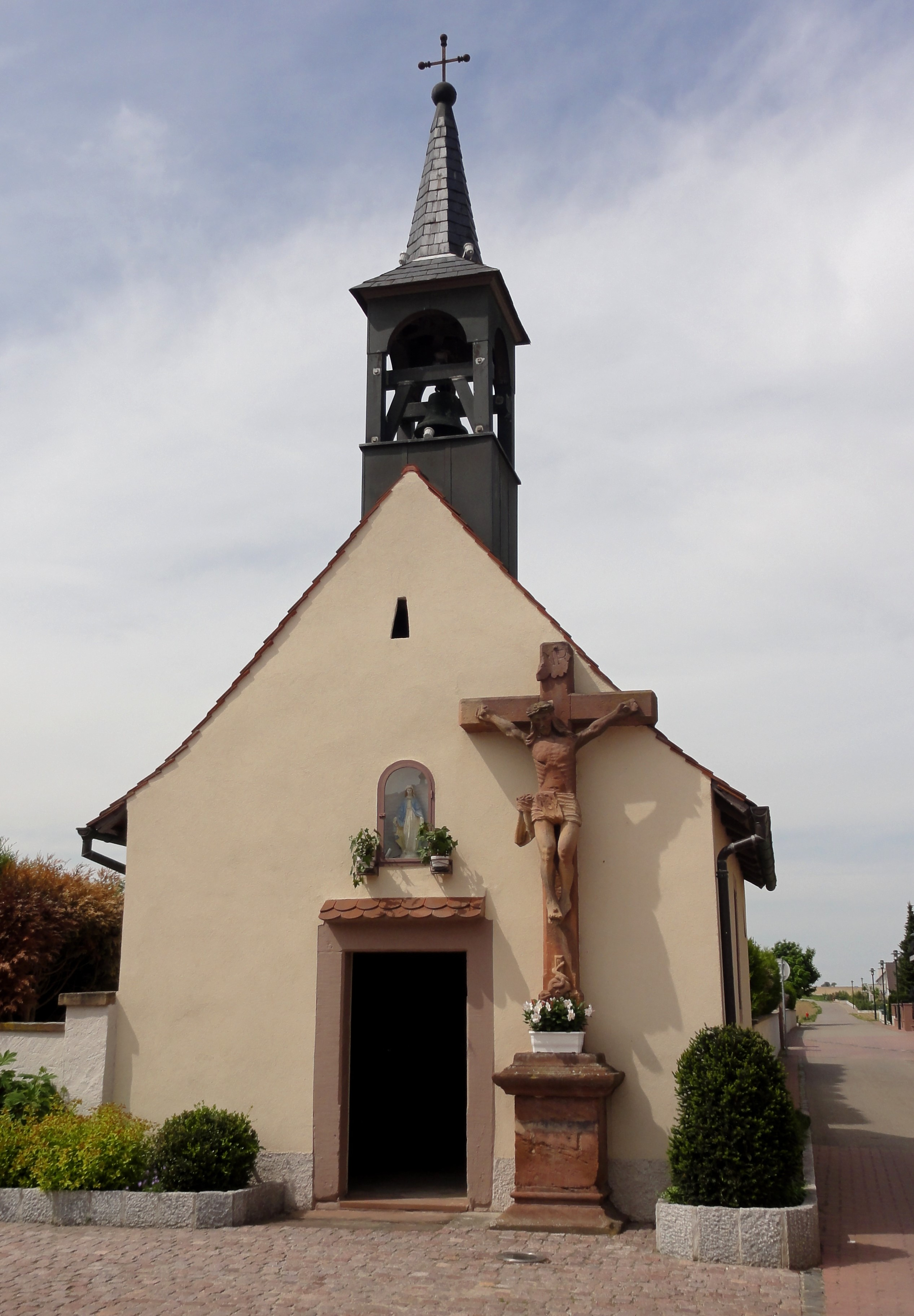
Chapelle Notre-Dame.
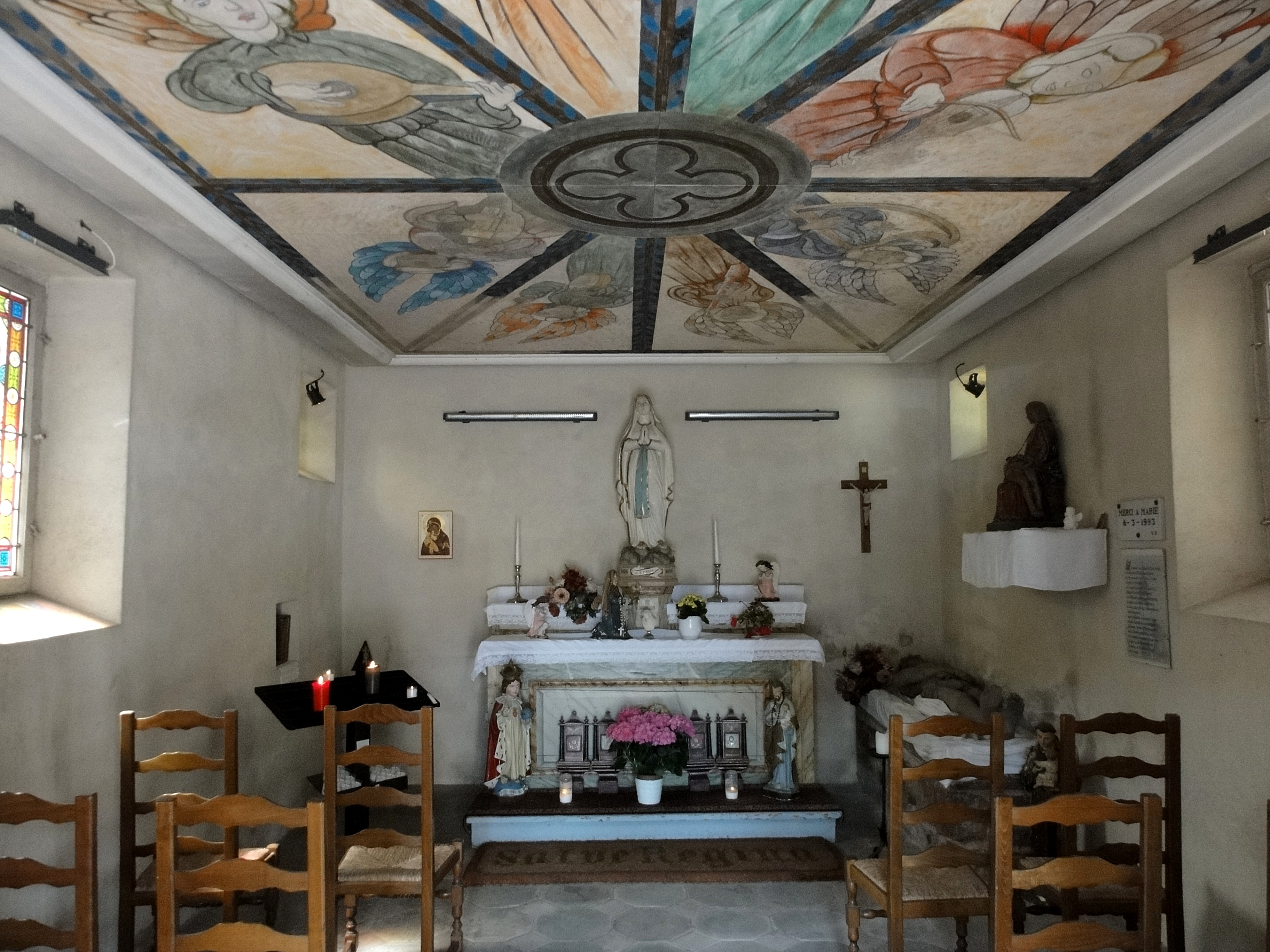
Intérieur de la chapelle.
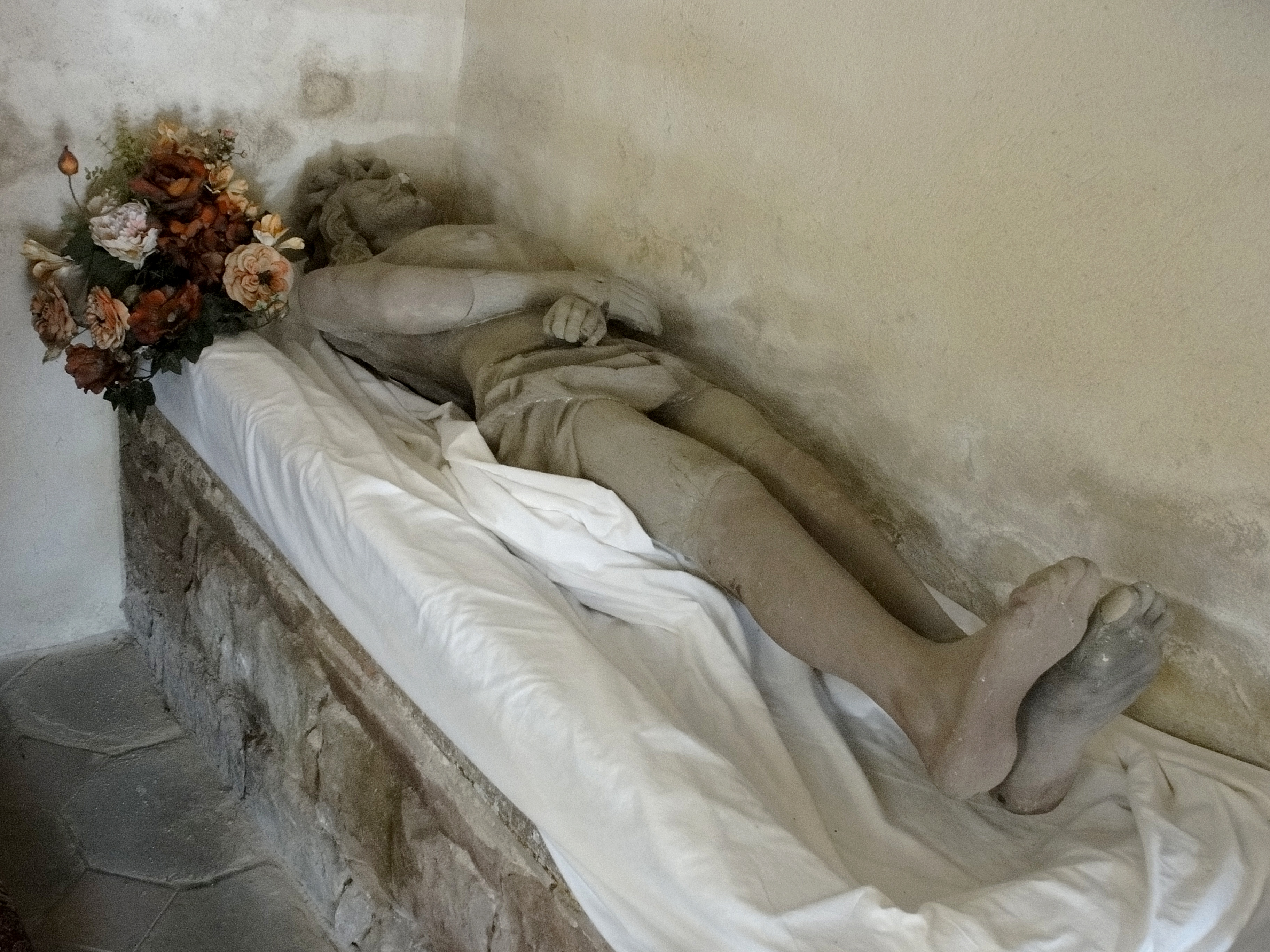
Christ gisant d'un Saint Sépulcre (XVe-XVe).

### Autres bâtiments remarquables

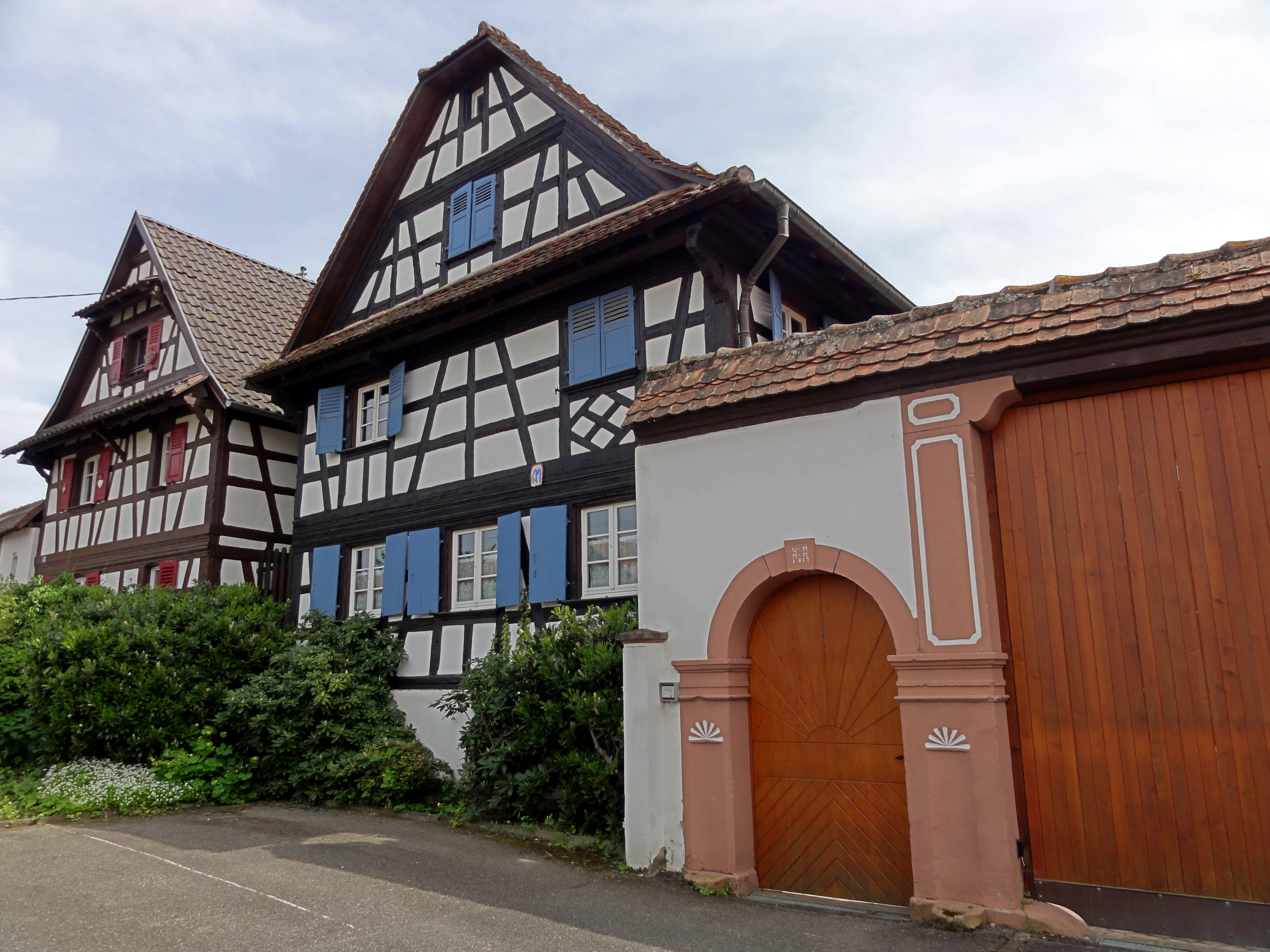
Fermes (XVIIIe-XIXe), 9 et 11 rue de l'Église.
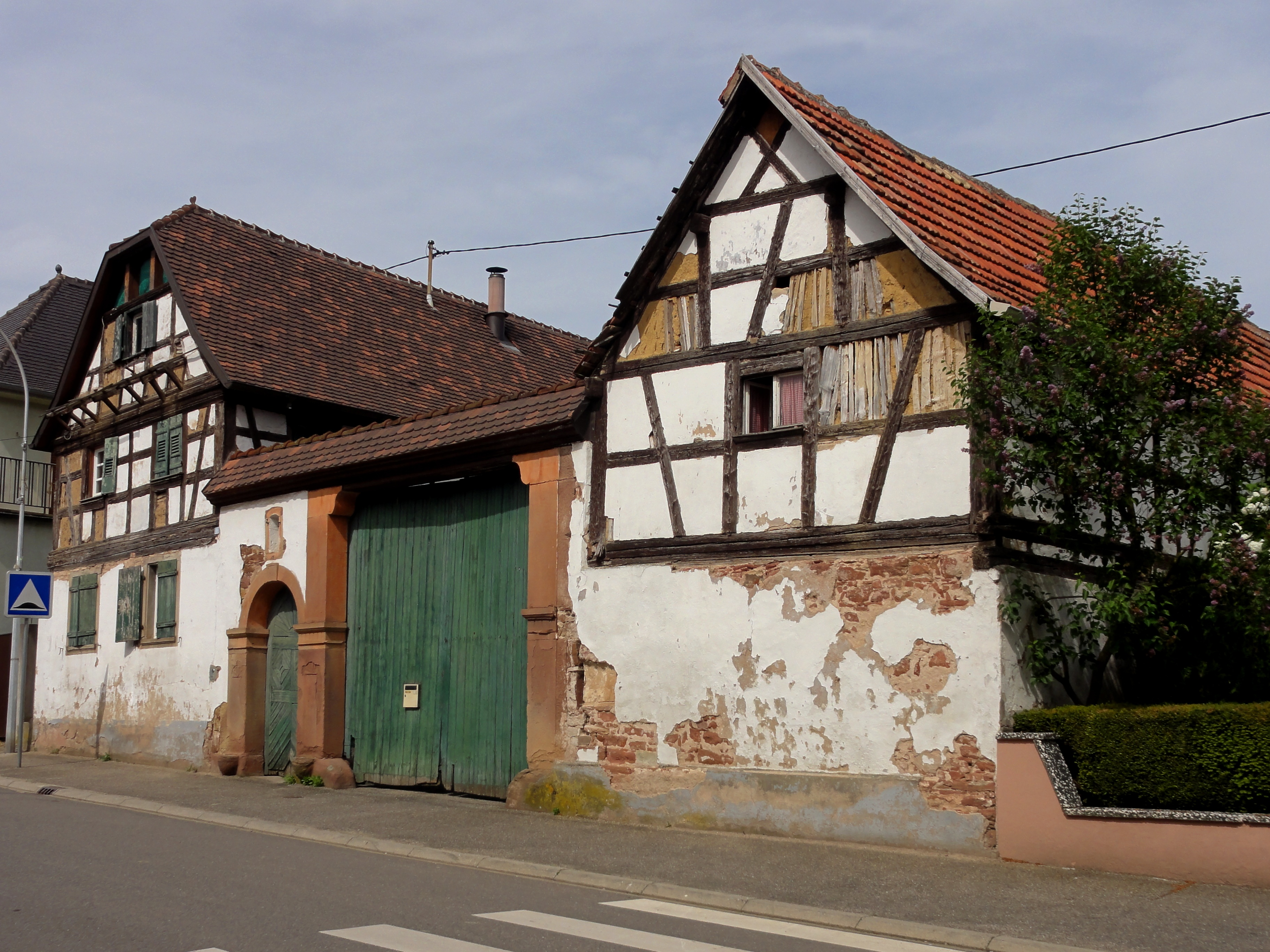
Ferme (1827), 9 rue de la Mairie.
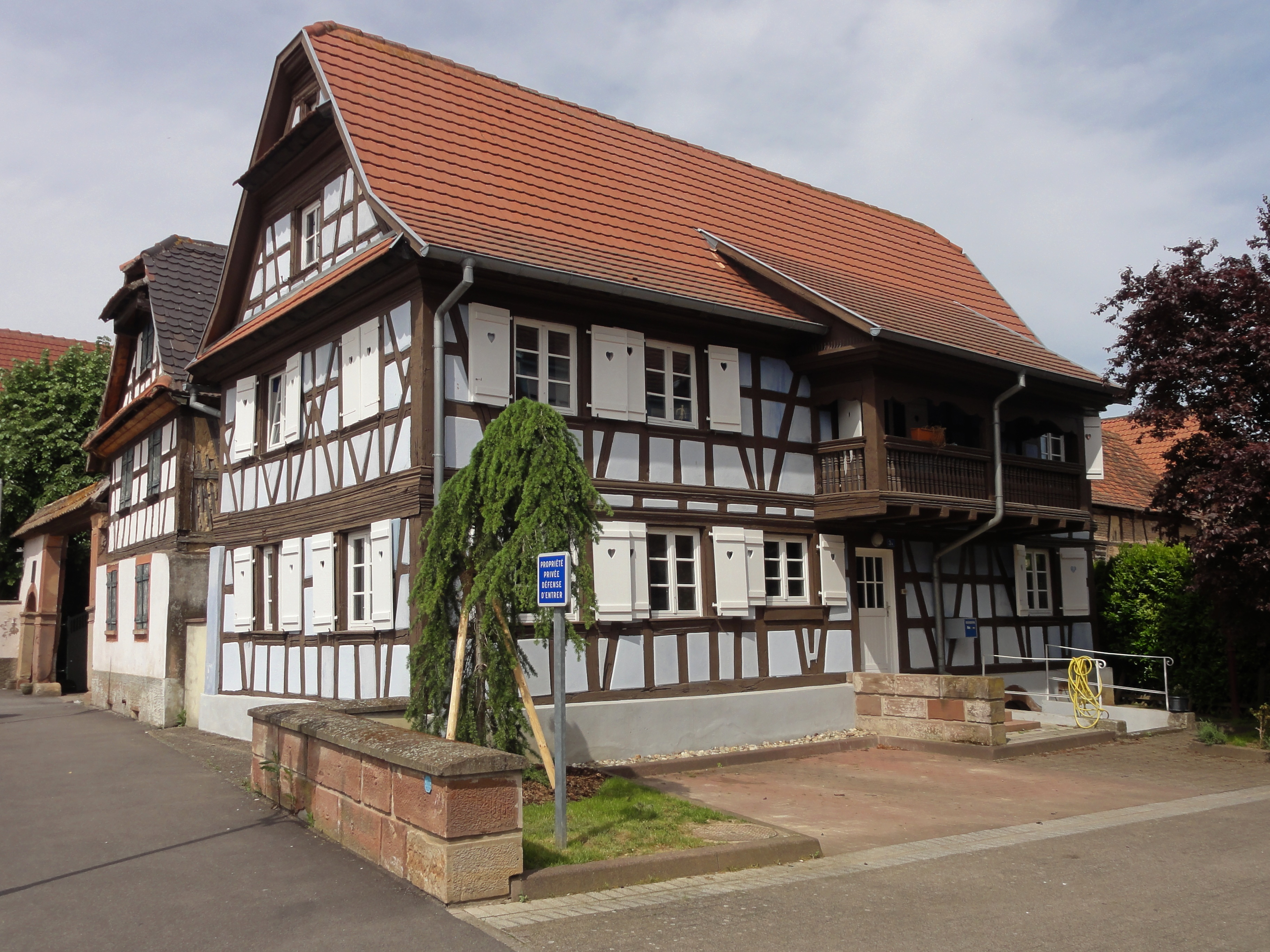
Ferme (1833), 3 rue du Canal.
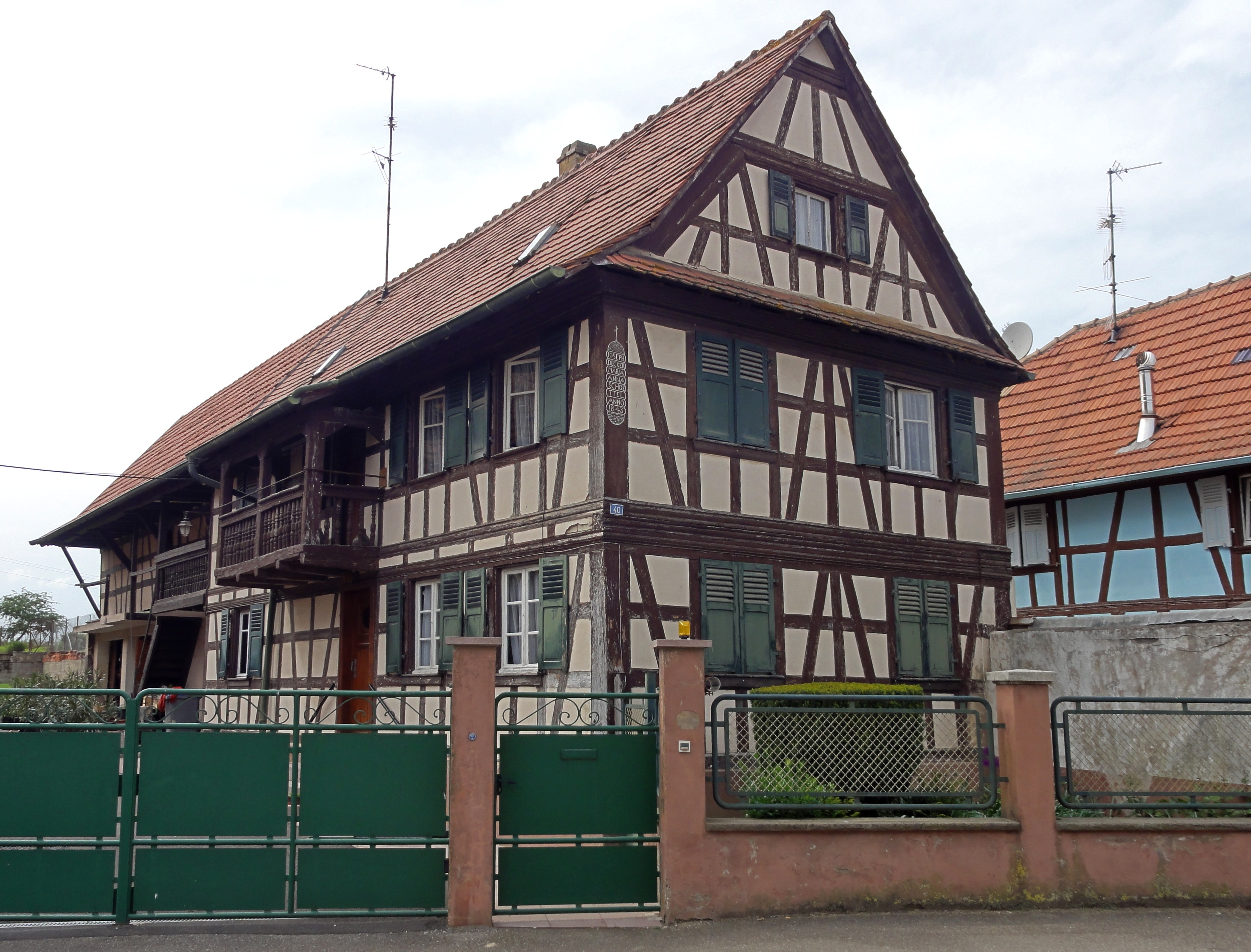
Ferme (1843), 40 rue du Canal.
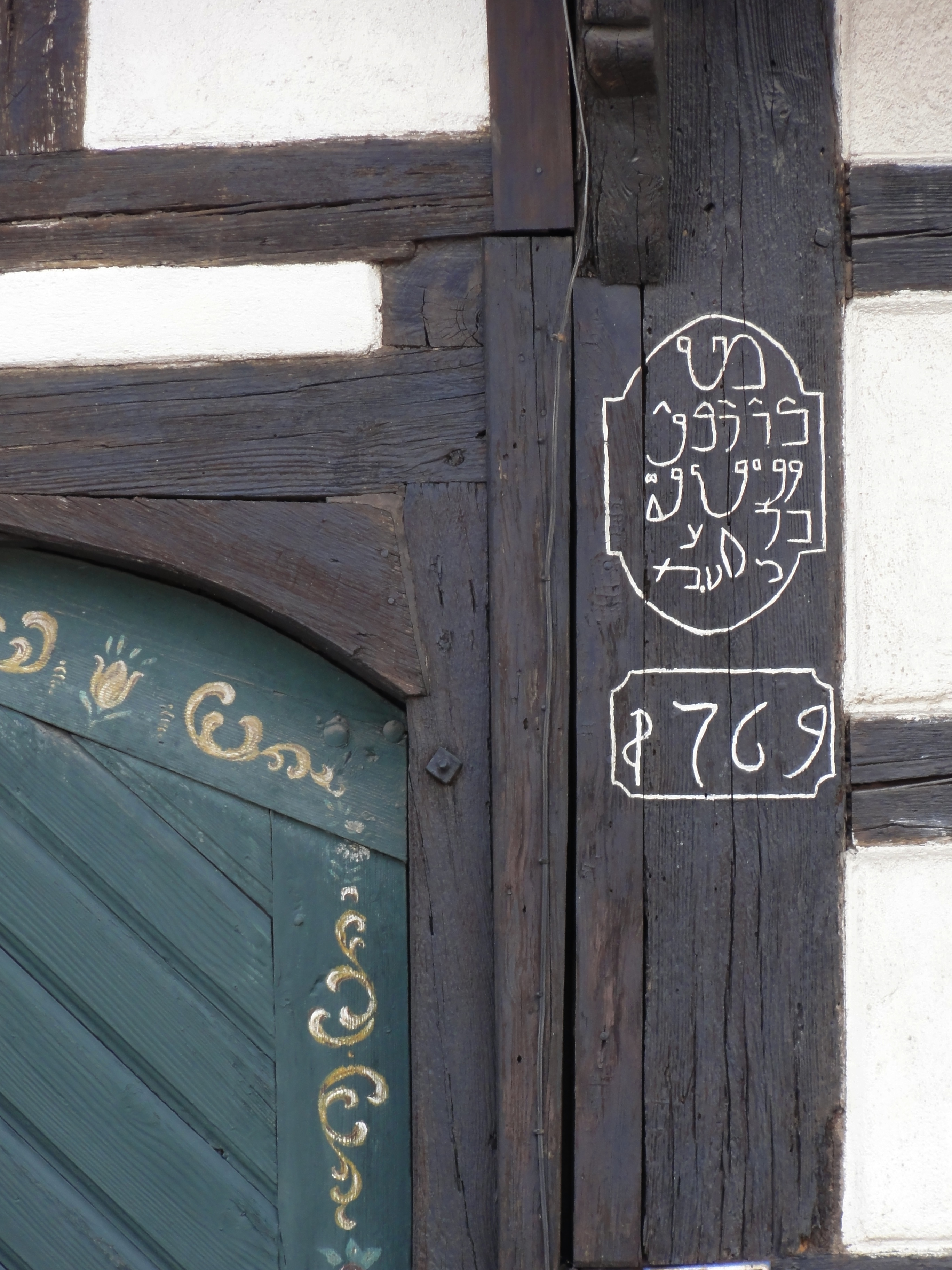
Inscription hébraïque d'une ancienne ferme (1769), 75 rue du Général-de-Gaulle.
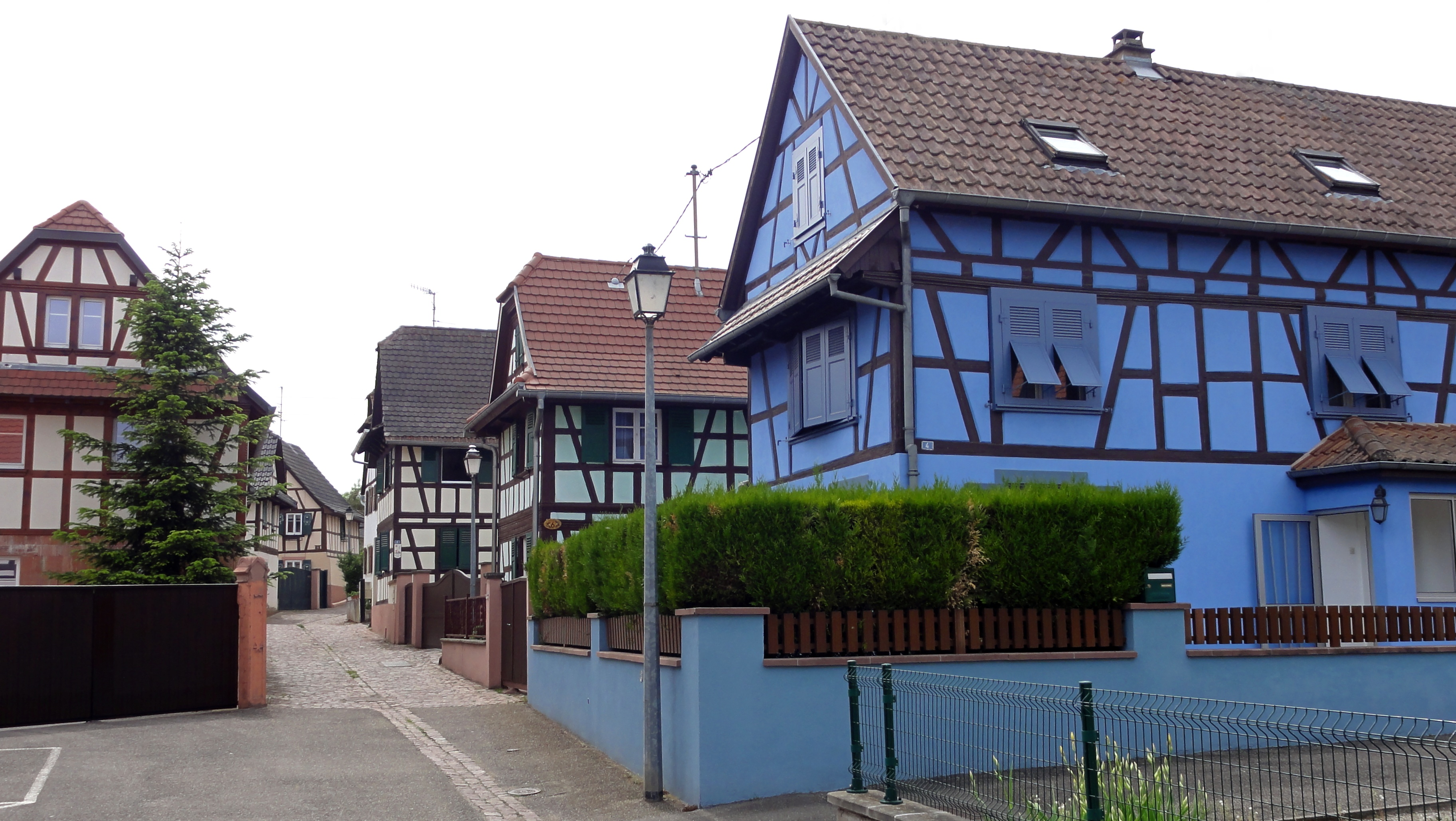
Fermes, rue du Mont-Soleil.

## Personnalités liées à la commune
- Orianne Garcia : cofondatrice de Lokace en 1995 et de Caramail (actuel Jubii) en 1997. Par la suite elle fut « conseillère » auprès du président de la République Jacques Chirac et animatrice pour Réservoir Prod.

### Avertissements et informations
1. ↑  Les records sont établis sur la période du 1er janvier 1924 au 4 janvier 2024.
2. ↑  Une unité urbaine est, en France, une commune ou un ensemble de communes présentant une zone de bâti continu (pas de coupure de plus de 200 mètres entre deux constructions) et comptant au moins 2 000 habitants. Une commune doit avoir plus de la moitié de sa population dans cette zone bâtie.
3. ↑  Dans une agglomération multicommunale, une commune est dite de banlieue lorsqu'elle n'est pas ville-centre, à savoir que sa population est inférieure à 50 % de la population de l’agglomération ou de la commune la plus peuplée. L'unité urbaine de Strasbourg (partie française) comprend une ville-centre et 22 communes de banlieue.
4. ↑  La notion d'aire d'attraction des villes a remplacé en octobre 2020 l'ancienne notion d'aire urbaine, pour permettre des comparaisons cohérentes avec les autres pays de l'Union européenne.
5. ↑  Population municipale de référence en vigueur au 1er janvier 2025, millésimée 2022, définie dans les limites territoriales en vigueur au 1er janvier 2024, date de référence statistique : 1er janvier 2022.